# 神道国教化
神道国教化（しんとうこっきょうか）は、明治初期に行われた、日本国の伝統であった神道を再評価した運動。実態としては市民運動・教化運動であるが、祭政教一致を求める世論を背景として、古代から繋がる皇室祭祀・神宮祭祀・神社祭祀の復興・見直しと合わせて、神道と祭祀文化を日本の国教として再評価するもの。
明治2年（1869年）に神祇省内に宣教使を設置して大教宣布が開始されてから本格化するが、教義・人員両面の不十分さから進展しなかった。また、皇室祭祀・神宮祭祀・神社祭祀の改革を行って、両者を結びつけた神道の教義・祭祀の確立を図る提案が神祇省で行われたが、こちらも廃案になって実現しなかった。
明治5年（1872年）に、神祇省が廃止されて新たに設置された教部省が設置され、宣教使に代わって教導職が置かれた。教導職は三条の教憲を元にして仏教と共同の教化（神仏合同布教）に努めようとしたが、太政官や神祇官事務局達による廃仏毀釈などで悪化した仏教側との関係から、明治8年（1875年）に神仏合同布教の方針は放棄され、同年11月に「信教の自由」の方針が打ち出された。また、神道側も神道事務局を設置して独自の布教・教化の方針を採るようになった。以後も教化運動としては、神道国教化理念は細々と継続されるが、明治10年（1877年）に教部省が、明治17年（1885年）に教導職が廃止されて名実ともに終焉を迎えた。